# 丸紅パワーシステムズ
丸紅パワー&インフラシステムズ株式会社（まるべにパワーアンドインフラシステムズ、英: Marubeni Power & Infrastructure Systems Corporation）は大手総合商社の丸紅100%出資によって1985年に設立されたEPC事業の専門商社である。
1980年代に始まった丸紅の発電所EPC事業に起源を持ち、現在は海外電力プロジェクト第一部の事業会社として東南アジアにおける火力発電所建設を中心として事業を展開している。

## 沿革
- 1985年4月 - 丸紅機械販売株式会社の貿易部が分離独立し、丸紅機械貿易株式会社を設立。
- 1987年2月 - 資本金を3億円に増資。
- 1998年4月 - 丸紅電力開発株式会社と合併し、丸紅パワーシステムズ株式会社に社名変更。
- 2016年8月 - 本社建て替えに伴い、東京都中央区日本橋二丁目7番1号に移転[2]。
- 2020年4月 - 丸紅の交通分野、エネルギーインフラ分野と合流し、社名を丸紅パワー&インフラシステムズ株式会社に変更。
- 2021年5月 - 丸紅の新本社完成に伴い、東京都千代田区大手町一丁目4番2号に移転。

## 関連会社
- Marubeni Power Systems Thailand Co., Ltd.